# Pavla Bajec
Pavla Bajec, slovenska redovnica in oblikovalka, * 23. maj 1921, Skrilje, † 16. december 2017, Brezje.

## Življenje in delo
Rodila se je v kmečki družini. Osnovno šolo je obiskovala v Skriljah, Blanci in Senovem (1927-1934), gimnazijo v Mariboru (1934-1938), nato prav tam pri Šolskih sestrah učiteljišče in leta 1944 maturirala. V redovniški red je stopila leta 1943. Nato je do 1945 učila na  ljubljanskem Marijanišču in 3 mesece v Repnjah, ko so nove oblast šolo zaprle. Od 1948 do 1956 je v Ljubljani na Srednji glasbeni šoli privatno študirala violino in klavir ter nato v Šentvidu pri Ljubljani učila violino (1956-1958), ko je dobila ultimat, da naj se odloči ali bo ostala učiteljica ali redovnica se je odločila za slednje in še s tremi drugimi redovnicami odšla v Zagreb na Akademijo likovnih umetnosti (1960-1964). Po končanem študiju se je vrnila k bolni materi. 
V Skriljah se je ukvarjala z otroki, jih učila modeliranja in igranja na flavto ter z violino nastopala po raznih cerkvah. Restavrirala je Križev pot v Skriljah, slikala tihožitja in delala kopije Leonarda da Vincija ter drugih mojstrov. Izdelala je božja grobova za Kamno Gorico in Kranjsko Goro, delala načrte za mašne plašče, risala božične in velikonočne vizitke ter ilustrirala knjigo Sončna pesem sv. Frančiška.
29. novembra 2016 je svojo življenjsko zgodbo povedala za Televizijo Slovenija v seriji Pričevalci.
Pavla Bajec je umrla 16.12. 2017 na Brezjah.